# Mór Déchy

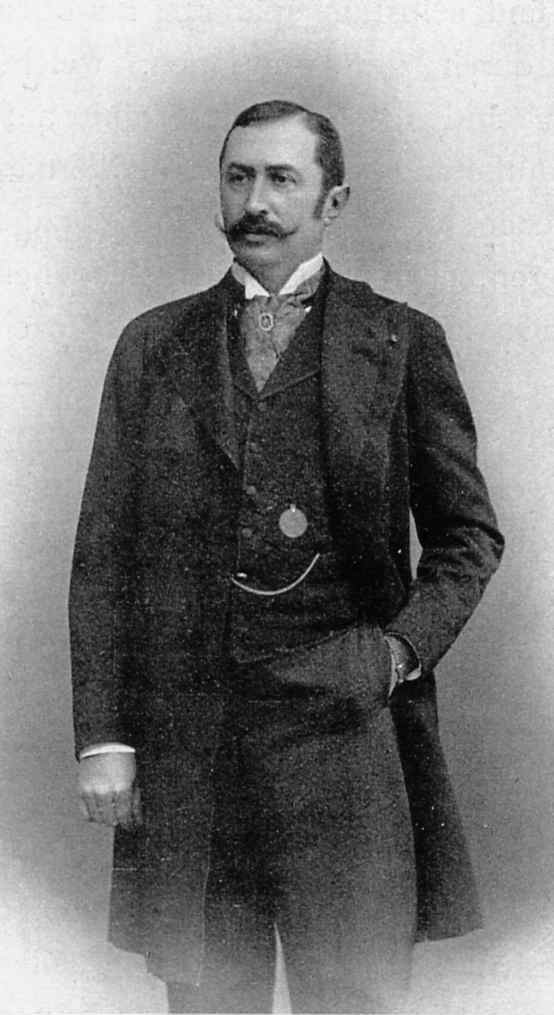
Mór Déchy

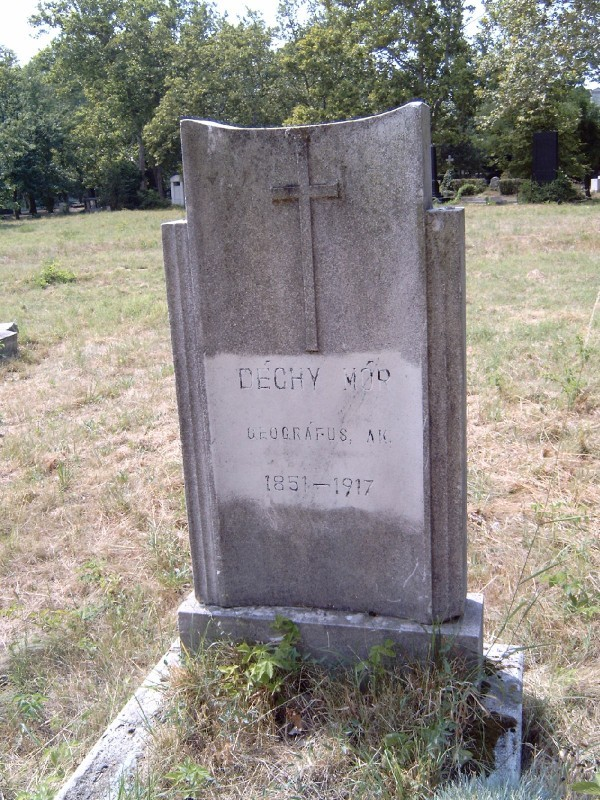
Mór Déchys gravställe i Budapest

Mór Déchy, född 4 november 1851 i Pest, död 8 februari 1917 i Budapest, var en ungersk geograf och forskningsresande.
Under sex resor genomforskade Déchy grundligt Kaukasus biologiskt och geografiskt samt besteg flera av de högsta bergstopparna där. Resultaten av hans forskningar föreligger i en mängd uppsatser i facktidskrifter samt i det stora verket Kaukasus. Reisen und Forschungen (tre band, 1905–1907).